# 川口市立領家中学校
川口市立領家中学校（かわぐちしりつ りょうけちゅうがっこう）は、埼玉県川口市領家にある公立中学校。

## 概要
川口市は公立学校選択制を取り入れているが、川口市教育委員会の方針によって2014年度の新入生より学区外からの通学でも自転車通学は禁止になった。

## 沿革
- 1979年 - 川口市立元郷中学校を分離して川口市立領家中学校として設立
- 1979年 - 校旗、校歌制定[2]

## 教育目標
- 豊かな心を持ち、互いに協力する生徒（徳）
- 進んで学習し、努力する生徒（知）
- 心身ともに健康で、たくましく生きる生徒（体）[3]

## 部活動

### 運動部
- 野球部（男女）
- サッカー部（男女）
- ソフトテニス部（男女）
- バスケットボール部（男女）
- バレーボール部（女子）
- 卓球部（男女）
- 剣道部（男女）
- 陸上部（男女）[4]

### 文化部
- 吹奏楽部（男女）
- 生活科学部（男女）
- 美術部（男女）[4]

## 通学区域
- 元郷1丁目 - 全域
- 元郷2丁目 - 全域
- 元郷3丁目 - 全域
- 元郷4丁目 - 全域
- 領家1丁目 - 全域
- 領家2丁目 - 全域
- 領家3丁目 - 全域
- 領家4丁目 - 全域
- 領家5丁目 - 全域[5]